# Ożomla
Ożomla (ukr. Віжомля, Wiżomla) – wieś na Ukrainie w obwodzie lwowskim, w rejonie jaworowskim. Leży na Płaskowyżu Tarnogrodzkim. Liczy 1255 mieszkańców.

## Historia
Założona w 1440. Wieś szlachecka Ozomla, własność Stadnickich, położona była w roku 1589 w ziemi przemyskiej województwa ruskiego. 1920–1934 Ożomla i Mała Ożomla (do 26 września 1924 Schumlau) stanowiły gminy jednostkowe w powiecie jaworowskim w woj. lwowskim. 1 sierpnia 1934 w związku z reformą scaleniową Ożomla weszła w skład nowo utworzonej zbiorowej gminy Ożomla Mała w powiecie jaworowskim. 
W 1938 ukończono budowę Domu Strzeleckiego w Ożomli.  W lipcu 1939 r. w Społecznym Obozie Legii Akademickiej w Ożomli, budującym szkołę i drogi, udział wziął Karol Wojtyła, wówczas student Uniwersytetu Jagiellońskiego.
We wrześniu 1939 rozegrała się bitwa pod Jaworowem. Pod okupacją niemiecką w Polsce siedziba wiejskiej gminy Ożomla. W latach 1940–1944 z rąk nacjonalistów ukraińskich zginęło 84 mieszkańców.  Po II wojnie światowej wieś znalazła się w ZSRR.